# Liste der Nummer-eins-Hits in der Slowakei (2008)
Dies ist eine Liste der Nummer-eins-Hits in der Slowakei im Jahr 2008. Sie basiert auf den Auswertungen von IFPI ČR, der nationalen Vertretung der tschechischen Musikindustrie. Grundlage sind die Rádio Top 100 für Singles.

## Singles
| ← 2007 ← | Liste der Nummer-eins-Hits in der Slowakei (Rádio Top 100) | Liste der Nummer-eins-Hits in der Slowakei (Rádio Top 100) | Liste der Nummer-eins-Hits in der Slowakei (Rádio Top 100)             | 2009 →                    |
| \| Zeitraum \| Wo. ges. \| Interpret \| Titel Autor(en) \| Zusätzliche Informationen \| \| (Zeitraum, Wochen auf Platz eins, Interpret, Titel, Autor[en], zusätzliche Informationen) \| \| \| \| \| \| ----------------------------------------------------------------------------------------- \| -------- \| ------------------------------ \| ---------------------------------------------------------------------- \| ------------------------- \| \| 45. Woche 2007 – 7. Woche 2008 15 Wochen \| 15 \| Timbaland presents OneRepublic \| Apologize Ryan Tedder \| – \| \| 8. Woche 1 Woche \| 1 \| Leona Lewis \| Bleeding Love Ryan Tedder \| – \| \| 9.–10. Woche 2 Wochen \| 2 \| PEHA \| MUOJ BOŽE \| – \| \| 11.–14. Woche 4 Wochen \| 4 \| Mika \| Happy Ending Greg Wells \| – \| \| 15.–16. Woche 2 Wochen \| 2 \| Peter Cmorik \| Čo To Znamená \| – \| \| 17.–20. Woche 4 Wochen \| 4 \| Desmod \| Zober Ma Domov \| – \| \| 21. Woche 1 Woche (insgesamt 11) \| 11 \| IMT Smile \| Mám Krásny Sen \| – \| \| 22. Woche 1 Woche \| 1 \| Estelle feat. Kanye West \| American Boy will.i.am \| – \| \| 23.–25. Woche 3 Wochen \| 3 \| Rihanna \| Take a Bow Ne-Yo, T.E. Hermansen, M.S. Eriksen \| – \| \| 26.–34. Woche 9 Wochen (insgesamt 11) \| 11 \| IMT Smile \| Mám Krásny Sen \| – \| \| 35. Woche 1 Woche (insgesamt 3) \| 3 \| Desmod \| Lavíny \| – \| \| 36. Woche 1 Woche (insgesamt 2) \| 2 \| Morandi \| Angels (Love Is the Answer) \| – \| \| 37.–38. Woche 2 Wochen (insgesamt 3) \| 3 \| Desmod \| Lavíny \| – \| \| 39. Woche 1 Woche (insgesamt 11) \| 11 \| IMT Smile \| Mám Krásny Sen \| – \| \| 40. Woche 1 Woche (insgesamt 2) \| 2 \| Morandi \| Angels (Love Is the Answer) \| – \| \| 41.–46. Woche 6 Wochen \| 6 \| Coldplay \| Viva la Vida Guy Berryman, Jonny Buckland, Will Champion, Chris Martin \| – \| \| 47.–48. Woche 2 Wochen (insgesamt 4) \| 4 \| Desmod \| Vyrobená Pre Mňa \| – \| \| 49. Woche 1 Woche \| 1 \| Katy Perry \| Hot n Cold Dr. Luke \| – \| \| 50.–51. Woche 2 Wochen (insgesamt 4) \| 4 \| Desmod \| Vyrobená Pre Mňa \| – \| \| 52. Woche 1 Woche (insgesamt 2) \| 2 \| Beyoncé \| If I Were a Boy Toby Gad, Beyoncé Knowles \| – \| \| 53. Woche 2008 – 1. Woche 2009 2 Wochen (insgesamt 2) \| 2 \| Leona Lewis \| Forgive Me Akon \| – \| |                                                            |                                                            |                                                                        |                           |
| ← 2007 |                                                            |                                                            |                                                                        | → 2009 →                  |
| Zeitraum | Wo. ges.                                                   | Interpret                                                  | Titel Autor(en)                                                        | Zusätzliche Informationen |
| (Zeitraum, Wochen auf Platz eins, Interpret, Titel, Autor[en], zusätzliche Informationen) |                                                            |                                                            |                                                                        |                           |
| 45. Woche 2007 – 7. Woche 2008 15 Wochen | 15                                                         | Timbaland presents OneRepublic                             | Apologize Ryan Tedder                                                  | –                         |
| 8. Woche 1 Woche | 1                                                          | Leona Lewis                                                | Bleeding Love Ryan Tedder                                              | –                         |
| 9.–10. Woche 2 Wochen | 2                                                          | PEHA                                                       | MUOJ BOŽE                                                              | –                         |
| 11.–14. Woche 4 Wochen | 4                                                          | Mika                                                       | Happy Ending Greg Wells                                                | –                         |
| 15.–16. Woche 2 Wochen | 2                                                          | Peter Cmorik                                               | Čo To Znamená                                                          | –                         |
| 17.–20. Woche 4 Wochen | 4                                                          | Desmod                                                     | Zober Ma Domov                                                         | –                         |
| 21. Woche 1 Woche (insgesamt 11) | 11                                                         | IMT Smile                                                  | Mám Krásny Sen                                                         | –                         |
| 22. Woche 1 Woche | 1                                                          | Estelle feat. Kanye West                                   | American Boy will.i.am                                                 | –                         |
| 23.–25. Woche 3 Wochen | 3                                                          | Rihanna                                                    | Take a Bow Ne-Yo, T.E. Hermansen, M.S. Eriksen                         | –                         |
| 26.–34. Woche 9 Wochen (insgesamt 11) | 11                                                         | IMT Smile                                                  | Mám Krásny Sen                                                         | –                         |
| 35. Woche 1 Woche (insgesamt 3) | 3                                                          | Desmod                                                     | Lavíny                                                                 | –                         |
| 36. Woche 1 Woche (insgesamt 2) | 2                                                          | Morandi                                                    | Angels (Love Is the Answer)                                            | –                         |
| 37.–38. Woche 2 Wochen (insgesamt 3) | 3                                                          | Desmod                                                     | Lavíny                                                                 | –                         |
| 39. Woche 1 Woche (insgesamt 11) | 11                                                         | IMT Smile                                                  | Mám Krásny Sen                                                         | –                         |
| 40. Woche 1 Woche (insgesamt 2) | 2                                                          | Morandi                                                    | Angels (Love Is the Answer)                                            | –                         |
| 41.–46. Woche 6 Wochen | 6                                                          | Coldplay                                                   | Viva la Vida Guy Berryman, Jonny Buckland, Will Champion, Chris Martin | –                         |
| 47.–48. Woche 2 Wochen (insgesamt 4) | 4                                                          | Desmod                                                     | Vyrobená Pre Mňa                                                       | –                         |
| 49. Woche 1 Woche | 1                                                          | Katy Perry                                                 | Hot n Cold Dr. Luke                                                    | –                         |
| 50.–51. Woche 2 Wochen (insgesamt 4) | 4                                                          | Desmod                                                     | Vyrobená Pre Mňa                                                       | –                         |
| 52. Woche 1 Woche (insgesamt 2) | 2                                                          | Beyoncé                                                    | If I Were a Boy Toby Gad, Beyoncé Knowles                              | –                         |
| 53. Woche 2008 – 1. Woche 2009 2 Wochen (insgesamt 2) | 2                                                          | Leona Lewis                                                | Forgive Me Akon                                                        | –                         |